# Burning Words
Burning Words è un film muto del 1923 diretto da Stuart Paton.

## Trama
Ricordando la promessa fatta alla madre di curarsi sempre di Ross, il fratello minore, David Darby tiene fuori dai guai il ragazzo mentre ambedue servono nel corpo delle Giubbe Rosse, la polizia a cavallo. E quando Ross viene accusato dell'omicidio di "Slip" Martin, David si assume la responsabilità del delitto. Viene però discolpato da Mary Malcolm, una ballerina, che dimostra la colpa di Ross. Il giovane viene giustiziato e David inizia la sua nuova vita con Mary.

## Produzione
Il film fu prodotto dall'Universal Pictures Corporation, girato negli Universal Studios, al 100 Universal City Plaza di Universal City.

## Distribuzione
Il copyright del film, richiesto dalla Universal Pictures, fu registrato il 19 maggio 1923 con il numero LP18977.
Distribuito dalla Universal Pictures Corporation e presentato da Carl Laemmle, uscì nelle sale degli Stati Uniti il 27 maggio 1923.
Non si conoscono copie ancora esistenti della pellicola che viene considerata presumibilmente perduta.